# Bormujos
Bormujos település Spanyolországban, Sevilla tartományban. Bormujos Tomares, Mairena del Aljarafe, Bollullos de la Mitación, Espartinas, Gines és Castilleja de la Cuesta községekkel határos. Lakosainak száma 22 970 fő (2024).

## Népesség
A település népessége az elmúlt években az alábbi módon változott:
| Lakosok száma | 10 400 | 13 492 | 16 548 | 18 590 | 20 345 | 20 947 | 21 667 | 21 972 | 22 536 | 22 970 |
|               | 2001   | 2004   | 2007   | 2009   | 2012   | 2014   | 2017   | 2019   | 2022   | 2024   |